# Constantin D. Aricescu
Constantin D. Aricescu (n. 18 martie 1823, Câmpulung⁠(d), Muscel, România – d. 18 februarie 1886, București, România) a fost un istoric, scriitor și publicist român, participant la Revoluția din 1848 din Țara Românească.

## Biografie
A fost fiul serdarului Dimitrie Aricescu și al Elenei Chiliașu.  A fost elev al Colegiului Sfântu Sava din București (1838-1844). În 1845 obține titlul de inginer,  dar renunță la carieră, pentru a se ocupa de ziaristică. A fost redactor și administrator la ziarele Românul, Buciumul și Presa, a fost director la Arhivele Statului, la Domeniile Statului și Imprimeriile Statului, revizor școlar în județul Ilfov și Vlașca și în București. colaborează la Pruncul român. Este exilat la mănăstirea Snagov în timpul ocupației ruse, timp de un an (1850), apoi deschide un teatru la Câmpulung (1846-1847), însă îl închide după un timp, pentru a intra ca redactor la Românul (1859). A fost revizor școlar până în 1866, inginer ajutor și copist în Ministerul de Finanțe.

## Activitate
A fost membru în Divanurile ad-hoc, în 1857, desfășurând o intensă activitate în favoarea Unirii Principatelor Române.
Ca director al Arhivelor Statului din București (1869-1876), a sistematizat fondul arhivistic.
A publicat lucrări istorice privind istoria orașului Câmpulung, revoluția din 1848 și răscoala din 1821.
Ca scriitor, Aricescu a compus versuri naive și un roman neizbutit („Misterele căsătoriei”, 3 volume apărute în 1862, 1863, 1886).

## Operă
- Arpa română, 1852
- Călătorie împrejurul camerei mele, 1850
- Istoria Câmpulungului, prima residență a României, 2 vol. București, 1855-1856
- Lyra, București, Romanov & Comp., 1858
- Explicarea alegoriilor din Harpa Română, 1859
- Procesul și esilulŭ meŭ la Snagovŭ - adeverulŭ și numai adeverulŭ, București, Tipografia Jurnalului Nationalŭ, 1859
- Trimbița unirii [versuri], 1860
- Șoimul Carpaților. Poesii istorice , București, Ioanid, 1860
- Misterele casatoriei, 1862 [compilate din Balzac, Physiologie du mariage]
- România sub prințul Bibescu, 1862
- Sora Agapia sau Callugarirea și casatorirea, București, 1871
- Procesul meu pentru oda La Grecia, București, Tipografia Daniilopulo & C-nie, 1863
- Carbonarii - piesă în III acte, București, Typographia Nationale, 1873
- Istoria revoluțiunii române de la 1821 (2 vol.), Craiova, ed. G. Chitiu și I. Theodorian,  1874
- A scris și memorialistică: Memoriile mele (2002), Biografia mea, Procesul și exilul meu la Snagov.
- Condica de venituri ți cheltuieli a vistieriei de la leatul 7202-7212, București 1873.
- Corispondința secreta și acte inedite ale capilor revoluțiunii române de la 1848 și ale administrațiunii de la Balta Liman, București, I, 1873

În catalogul Bibliotecii Centrale Universitare București apar, între altele, următoarele lucrări, inclusiv  cu ortografia specifică:
- C.D.Aricescu, Acte justificative la istoria revoluțiunii române de la 1821, Craiova, Editura Typographiei Române, 1874;
- C.D.Aricescu, Arpa română, Bukuresci, tipografia Sfintei Mitropolii, 1852;
- C.D.Aricescu, Cantulu Lebedei (poesii), Bucuresci, Tipografia Academiei Române, 1884;
- C.D.Aricescu, Capii Revoluțiunii române de la 1848 judecați dupe propriile lor acte, Bucuresci, Typographia Stephan Rassidescu, 1866;
- C.D.Aricescu, Chestiunea proprietății desbătută de proprietari și plugari la 1848,  Bucuresci, Typographia Stephan Rassidescu, 1862;
- C.D.Aricescu, Politica d-lui Ioan Ghica, ex-bey de Samosu, Bucuresci, Typographia Ioan Weiss, 1870;
- C.D.Aricescu, România sub prinçul Bibescu: 1842 - 1848, Bucuresci, Typographia C. A. Rosetti, 1862;
- C.D.Aricescu, (ed. Dan Simonescu și P.Costinescu, prefață de Ștefan Cazimir), Scrieri alese, București, Minerva, 1982.